# Cybianthus nemoralis
Cybianthus nemoralis là một loài thực vật có hoa trong họ Anh thảo. Loài này được (Mart.) G.Agostini mô tả khoa học đầu tiên năm 1980.